# PowerBuilder
O PowerBuilder é uma linguagem de programação orientada a objetos, mas que disponibiliza recursos bastante variados, permitindo que o desenvolvedor utilize desde técnicas avançadas de programação, como orientação a objetos, até formas mais simples como programação estruturada e orientação a eventos — em um processo similar ao Visual Basic.
Esta linguagem, que trabalha com Window e DataWindow, foi desenvolvida pela PowerSoft. Esta foi adquirida pela Sybase, que agora pertence à SAP.
A DataWindow é o principal diferencial dessa linguagem, pois em um único componente é possível ler e atualizar tabelas de banco de dados, além de realizar consultas, executar "Stored Procedure" e servir como interface para o usuário.
Outra característica interessante é a possibilidade de executar comando em SQL dentro do próprio código da aplicação, além de métodos de acesso a dados bastante simples e eficientes.
Destaca-se por ser uma ferramenta tipo Rapid Application Development, o que a torna viável para ambientes que se requer soluções rápidas.
PowerBuilder está disponível tanto para o Windows como para o Unix, sendo que a versão 11 já é compatível com o Microsoft .NET.
Vários framework existem para o PowerBuilder :
- PFC (PowerBuilder Foundation Class Library) produzido pela  Sybase e desde a versão 10 do PowerBuilder, em open source
- Powerlib